# Robert Boyle
Pour les articles homonymes, voir Boyle.
Robert Boyle est un physicien et chimiste anglo-irlandais, né au château de Lismore dans le comté de Waterford, en Irlande, le 25 janvier 1627, mort le 31 décembre 1691 à Londres. Deux passions régirent sa vie : le christianisme et la science expérimentale.
Robert Boyle peut être considéré comme le père de la philosophie naturelle moderne.

## Biographie
Robert Boyle naît dans une riche et noble famille anglo-irlandaise. Il est le 7e fils de Richard Boyle (1er comte de Cork) et de sa femme Catherine Fenton Boyle. Après des études au collège d'Eton, il parcourt l'Europe de 1639 à 1644 et prend connaissance de l'œuvre de Galilée à Florence en 1641. Il apprend ainsi la méthode purement expérimentale qui marqua toute sa vie scientifique. Maître d'une fortune considérable, il la consacre à l'avancement des sciences naturelles. De retour en Angleterre, il s'établit à Oxford en 1654. Il rencontre Robert Hooke, célèbre physicien qui l'aide à fabriquer une pompe à air dont Boyle a besoin pour la recherche sur les gaz. Il polémique ainsi avec Thomas Hobbes à propos de l'existence du vide.
À partir de 1645, il participe à une société savante et bienfaisante qu'il appelle dans ses lettres le « collège invisible », mais dont il n'indique ni le nom des membres, ni les activités, et qui a donné lieu à diverses spéculations (en particulier comme groupe précurseur de la Royal Society).
C'est à lui qu'on doit l'établissement de la Royal Society lors d'une réunion le 28 novembre 1660 au Gresham College. La décision de constitution d'une Société Royale est confirmée par une première charte du roi Charles II datée du 15 juillet 1662, puis dans une deuxième charte en date du 22 avril 1663, elle devient la Société Royale de Londres pour l’amélioration des connaissances naturelles.
En 1663 il est élu « fellow » puis en 1680 il est élu président, mais il décline cet honneur et Christopher Wren est élu à sa place.
Un legs de Robert Boyle permet la fondation en 1700, de la Boyle School, dans l'enceinte du Prieuré de Bolton, Yorkshire du Nord.

## Travaux

### Théologie
Aussi ardent ami de la religion que de la science, il a écrit un grand nombre d'ouvrages pour la défendre et a fondé par son testament (1691) une lecture annuelle sur les principales vérités de la religion naturelle et révélée : c'est à cette fondation que l'on doit les traités de Samuel Clarke, de Richard Bentley, de William Derham, etc.
Il donna durant sa vie 300 £ par an pour la propagation de la foi en Amérique et 100 £ pour les Indes.
À sa mort, Boyle a légué de grosses sommes d'argent pour organiser des conférences pour l'accomplissement de la foi chrétienne contre les incroyances notoires. De nos jours, ces conférences existent toujours.

### Science

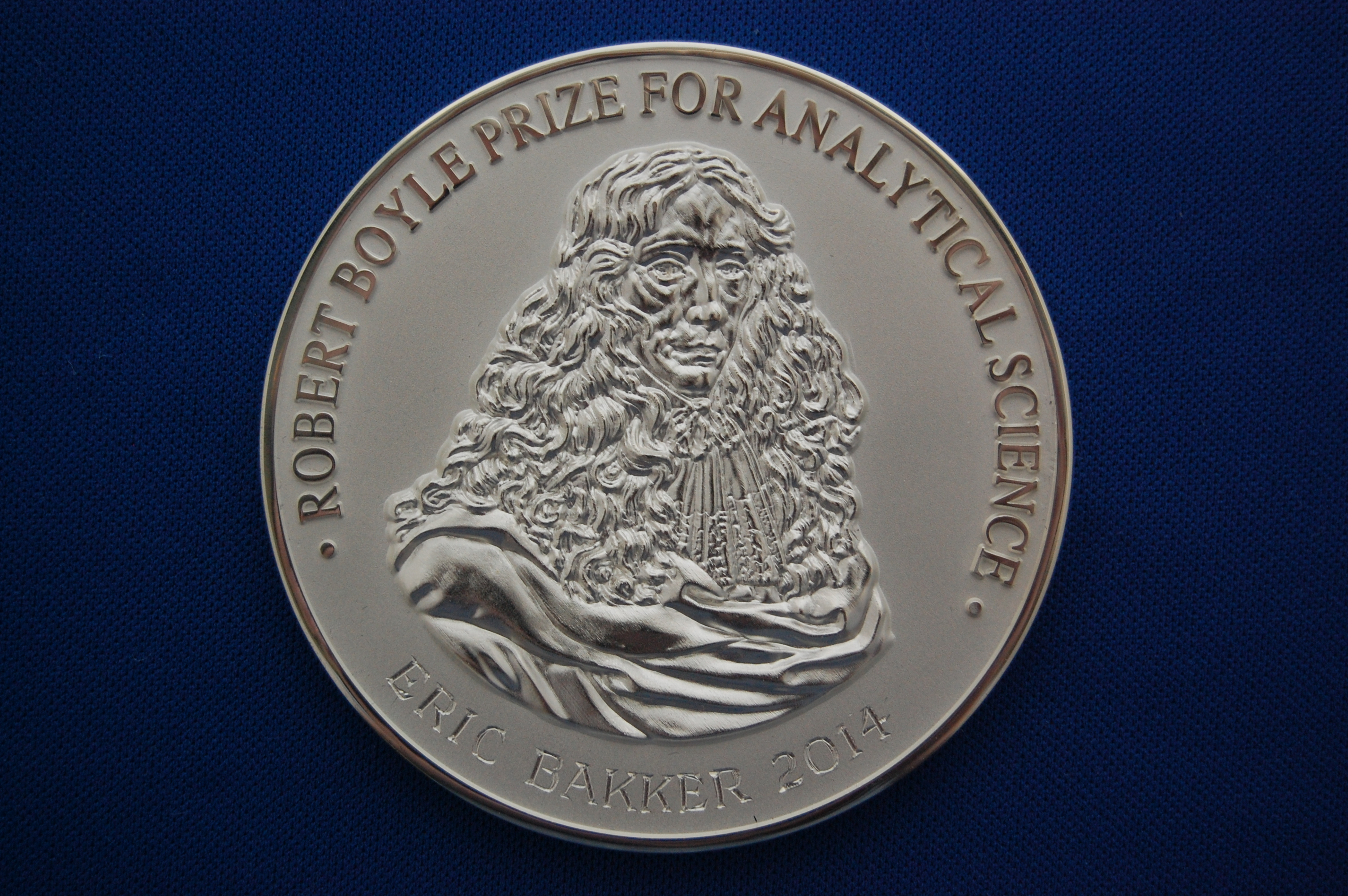
La médaille pour le Robert Boyle Prize for Analytical Science 2014

On lui doit le perfectionnement de la pompe à air de Otto von Guericke, la connaissance de l'absorption de l'air dans la combustion, et de l'augmentation de poids des chaux métalliques dans la calcination ; il a en outre rassemblé une foule d'observations qui ont contribué plus tard à établir des théories solides.
Lors d'expériences, Boyle découvre en 1662 (Defence against Linus) la loi dite « de Boyle-Mariotte » (Mariotte l'a découverte presque en même temps indépendamment de lui). Elle prend la forme suivante : 
P1V1 = P2V2,
ou aussi,
P V = constante
où P1 et V1 sont la pression et le volume d'un gaz dans un état initial (1), tandis que P2 et V2 décrivent un état final (2) à la même température. Cette loi est exacte avec les gaz parfaits et approximative avec les gaz réels.
Les conclusions de Boyle l’amènent à considérer la matière comme composée de particules primaires. Il rejette donc une conception antique qui disait que toute matière est formée à partir de quatre éléments : la terre, l'air, l'eau et le feu. Boyle devient donc un précurseur à la théorie des atomes sur des bases expérimentales. Il a laissé son nom à une célèbre liqueur fumante de son invention (sulfure hydrogéné d'ammoniaque).

## Œuvres
Principaux ouvrages :
- En philosophie naturelle : 
  - Le Chimiste sceptique[6]

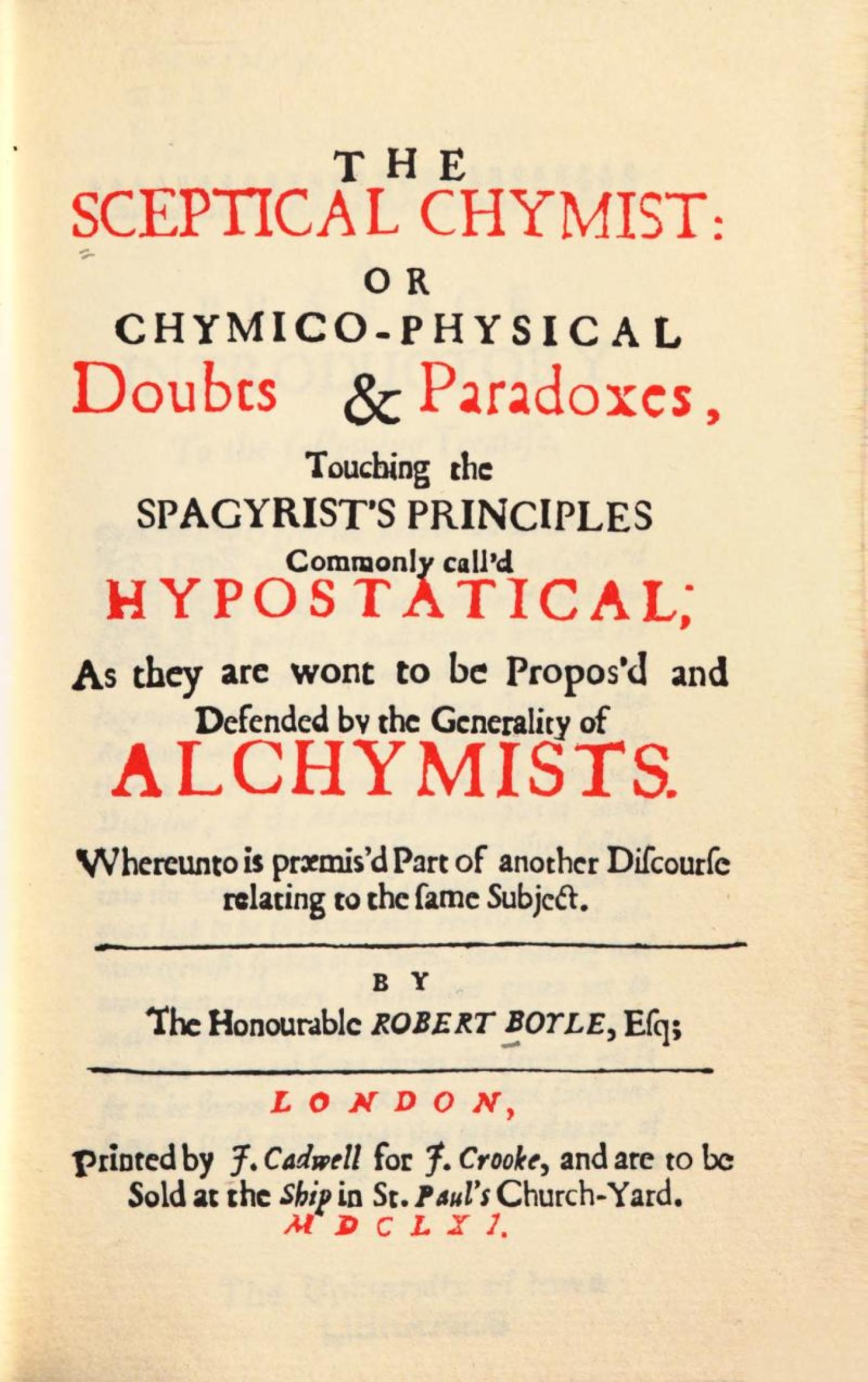
The Sceptical Chymist (1661).

  - Considérations sur l'utilité de la physique expérimentale (Some considerations touching the Usefulness of Experimental Natural Philosophy, 1663)
  - Expériences physico-mécaniques sur le ressort de l'air (Experiments made both in compressed and also in factitious Air, 1682)
  - A Free Enquiry into the Vulgarly Received Notion of Nature, 1686
  - Traité des causes finales (A Disquisition about the Final Causes of Natural Things, 1688)
  - un grand nombre de petits traités sur le froid, les couleurs, les cristaux, etc.
- En religion : 
  - L'Excellence de la théologie comparée à la philosophie naturelle (The Excellency of Theology compared with Natural Philosophy, 1674)
  - Le Savant chrétien (The Christian Virtuoso, 1690)

- The Works of the honourable Robert Boyle, édité par T. Birch, Londres, Irvington, 6 vol., 1772 ; reprod. Hildesheim, Georg Olms Verlag, 1965-1966

## Hommages
- Une plaque commémorative se trouve, depuis la fin de l'année 1964, à l'extérieur du Mémorial Shelley à Oxford, lieu de sa collaboration scientifique avec Robert Hooke entre 1655 et 1668.

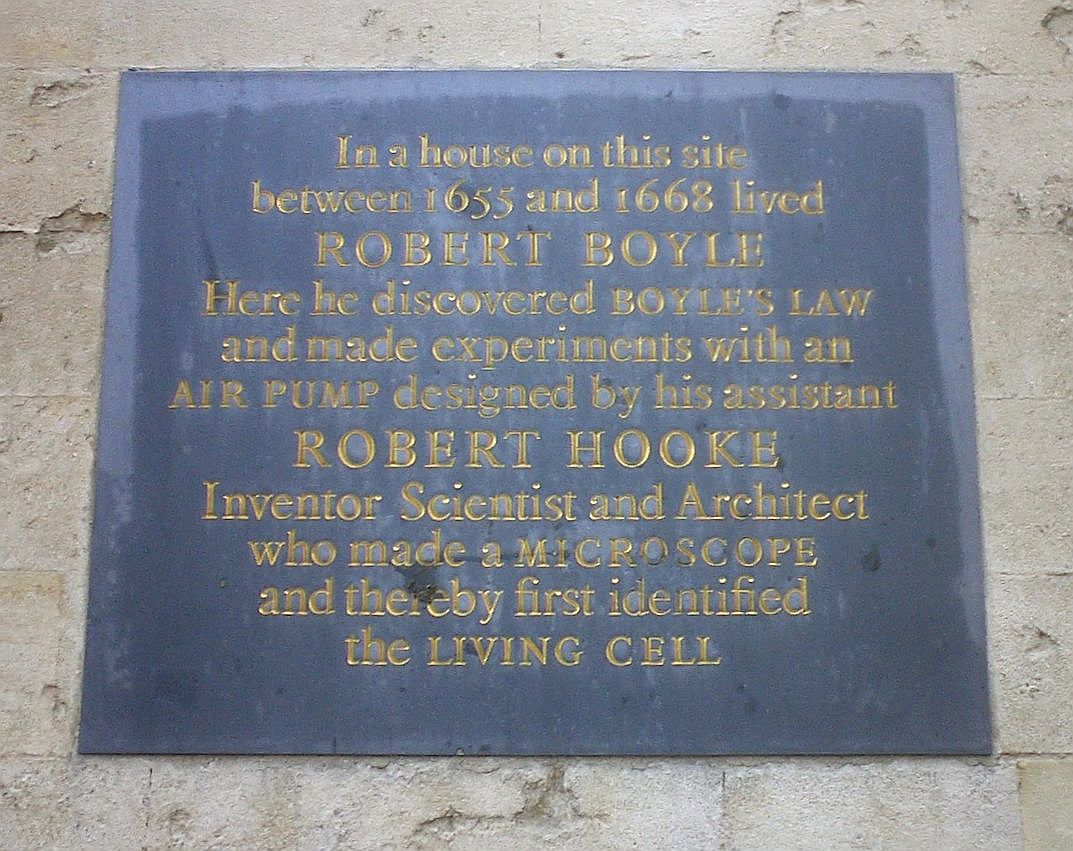
Plaque commémorative Boyle-Hooke du Mémorial Shelley, High Street, à Oxford.

« Dans une maison sur ce site entre 1655 et 1668 vivait Robert Boyle. Ici, il a découvert la Loi de Boyle et a fait des expériences avec une pompe à air conçue par son assistant Robert Hooke inventeur scientifique et architecte qui a conçu un microscope et a ainsi identifié la première cellule vivante »

- Un astéroïde de la ceinture principale, découvert le 12 août 1994 porte son nom : le (11967) Boyle.

#### Bases de données et dictionnaires
- Ressources relatives à la recherche :   - The Academic Family Tree
  - Bibliothèque interuniversitaire de santé
  - Biodiversity Heritage Library
  - Biographies of the Entomologists of the World
  - Internet Philosophy Ontology
  - Isidore
  - MacTutor
  - Mathematics Genealogy Project
  - PhilPapers (objet)
  - Stanford Encyclopedia of Philosophy
- Ressources relatives aux beaux-arts :   - British Museum
  - National Portrait Gallery
  - Royal Academy of Arts
- Ressources relatives à la musique :   - International Music Score Library Project
  - Répertoire international des sources musicales
- Ressource relative à la santé :   - Bibliothèque interuniversitaire de santé
- Ressource relative au spectacle :   - Les Archives du spectacle
- Notices dans des dictionnaires ou encyclopédies généralistes :   - Britannica
  - Brockhaus
  - Den Store Danske Encyklopædi
  - Deutsche Biographie
  - Dictionary of Irish Biography
  - Gran Enciclopèdia Catalana
  - Hrvatska Enciklopedija
  - Internetowa encyklopedia PWN
  - Nationalencyklopedin
  - Oxford Dictionary of National Biography
  - Proleksis enciklopedija
  - Store norske leksikon
  - Treccani
  - Universalis
- Notices d'autorité :   - VIAF
  - ISNI
  - BnF (données)
  - IdRef
  - LCCN
  - GND
  - Italie
  - Japon
  - CiNii
  - Espagne
  - Belgique
  - Pays-Bas
  - Pologne
  - Israël
  - NUKAT
  - Catalogne
  - Suède
  - Vatican
  - WorldCat